# ویکتور استرلا بورگوس
 ویکتور استرلا بورگوس (انگلیسی: Víctor Estrella Burgos؛ زاده ۲ اوت ۱۹۸۰) یک تنیس‌باز اهل جمهوری دومینیکن است.